# 坂田山心中事件

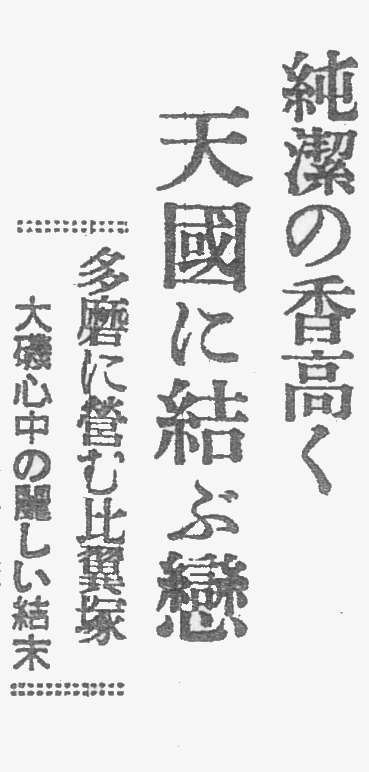
坂田山心中事件を象徴する見出しを出した東京日日新聞（1932年5月13日）
記事には、二人は多磨霊園に永遠に葬られることになったと報じている。

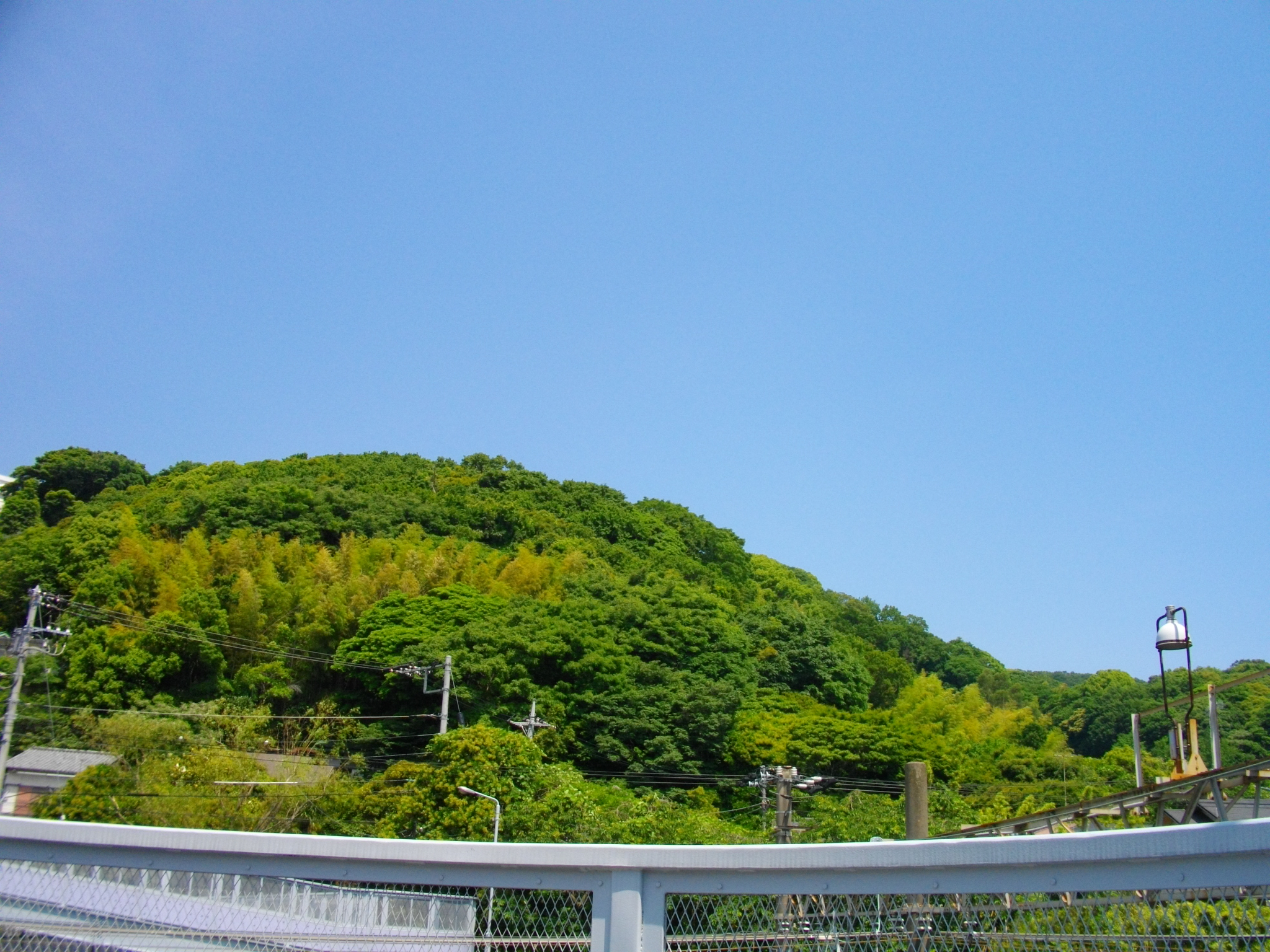
心中現場となった坂田山

坂田山心中事件（さかたやましんじゅうじけん）とは、1932年（昭和7年）5月に神奈川県中郡大磯町の坂田山で起きた心中事件及び心中女性死体盗難事件。

## 事件の概要

### 男女の心中
1932年5月9日午前10時、地元の青年が岩崎家所有の松林の中で若い男女の心中死体を発見した。男性は慶應義塾大学の制服姿で、女性は錦紗の和服姿であった。前日の5月8日夜に現場に到着、昇汞水を飲んで服毒自殺を図ったものと思われた。
高貴な身なりであったため、神奈川県警察部は直ちに捜査を開始し、まもなく身元が判明した。男性は東京府白金三光町出身の慶應義塾大学経済学部の学生（24歳）で、華族調所広丈の孫であった。女性は富岡村 (静岡県駿東郡)の素封家湯山家の娘（22歳）で、2年前まで頌栄高等女学校（現在の頌栄女子学院中学校・高等学校）に通学していた。
二人はキリスト教の三光教会の祈祷会で知り合い、交際を始めたが、女性が健康を理由に女学校を退学して実家に戻ったため、遠距離恋愛をしていた。男性の両親は交際に賛成していたが、女性の両親は反対し、別の縁談を進めようとしていた。そのため二人は家から出て、「永遠の愛」を誓って心中を決行したものと思われた。
二人の死体は、遺族が引き取りに来るまで、町内の寺に仮埋葬されることになった。

### 心中女性の死体消失
翌日5月10日朝、寺守りの妻が線香をあげようとしたところ、女性を葬った土饅頭が低くなっているのを発見、さらに亡くなった女性の死体が消えていることが判明した。辺りには女性が身に付けていた衣服が散乱していた。これにより、単なる心中事件から一転して「女性の死体が持ち去られる」猟奇事件へと発展した。
警察は変質者による犯行と断定し、大磯町の消防組も協力して一斉捜索が行われた。翌日5月11日朝、墓地から300m離れた海岸の船小屋の砂地から発見された。
警察は女性の死体の検死を行い、それによれば東京日日と朝日の各紙が「死体は暴行の形跡はなく、処女のままだった」と報じた。もっとも関わった東京日日の記者は、後の回顧で、発表は武士の情けのようなもので実際の処はどうか分からないと語ったともされている。死体はあらためて荼毘にふされた。
死体消失に関しては、遺体が見つかった土地の所有者である県議（政友会系）に恨みを持つ、前年の政変のあおりで辞めさせられた元大磯警察署長（三政党系）が依頼したものではないかとの関与が取りざたされた。
墓堀人7人が疑われ全員留置された。土葬当日は所用で不在で埋葬には携わりもしていなかったが、やはり留置されていた65歳の人夫頭が、19日に自分の犯行だとして名乗り出た。作家の小沢信男は、当時のこととて全員が拷問に会う中、やむなく妻も既に亡くしているこの人物が他の者の将来のことも考えて罪状を被ったのではないかとみている。警察からの説明は、遺体が美人だったと聞き、不在だった自分だけが見損ねたので見てみたいと掘り返したというものである。

## 反響

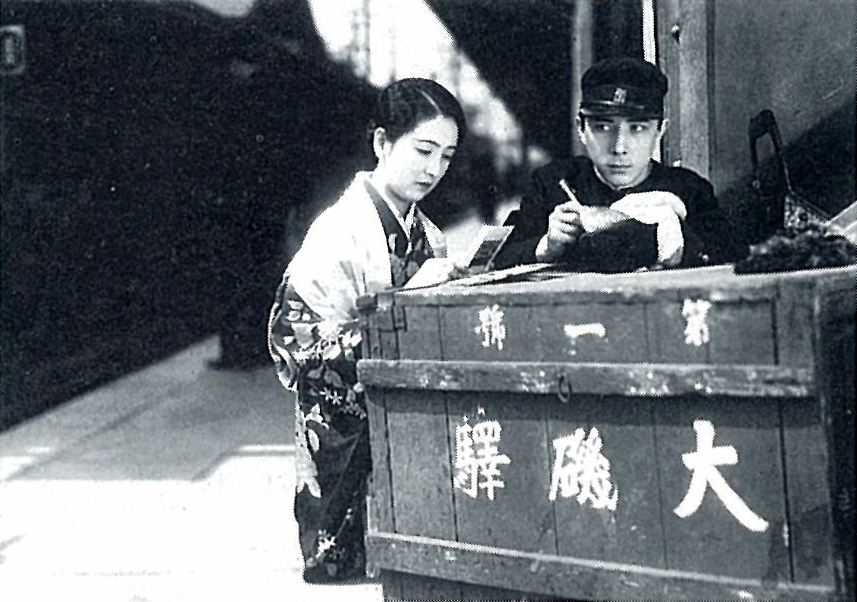
『天国に結ぶ恋』の一場面
（五所平之助監督・1932年公開）

亡くなった女性の遺体はきれいだったという警察の発表により、新聞各紙は二人がプラトニック・ラブを貫いて心中したことを盛んに報じた。特に東京日日新聞は「純潔の香高く 天国に結ぶ恋」の見出しを掲載した。
この「天国に結ぶ恋」は坂田山心中を象徴する名文句となり、事件からまもなくロマンチックに美化された同名の映画や歌が製作公開され人気を博した。歌は西城八十が別名で作詞したものが『相模灘エレジー』としてレコード化されたが、映画が評判となり、同名に改題された。より事実に近い映画も作られたが、そちらは人気が出なかった。以後坂田山で心中する男女が後を絶たず、同じ年だけで20組が心中、1935年（昭和10年）までの自殺者（未遂も含む）は約200人にものぼった。中には、映画を見ながら昇汞水を飲んで心中するカップルまで現れたため、映画の上映を禁止する県もあった。
そのほか、事件の翌々月には勝海舟の養嗣子で徳川慶喜の十男である伯爵勝精が愛妾と心中するなど、この時期は名士の心中事件も続出した。この坂田山心中事件と映画のヒットをきっかけとして、マスメディアに「心中」「情死」「天国」などの言葉が溢れ、翌年の三原山女学生心中事件など、多くの自殺騒ぎを誘引した。

## 「坂田山」の由来
元々現場となった山の名前は「八郎山」であったが、心中事件の第一報を報じた東京日日新聞の記者が「詩情に欠ける山名」ということで、大磯駅近辺の小字名「坂田」を冠して、勝手に「坂田山」と命名した。この心中が後にセンセーションを巻き起こしたことで、「坂田山」の名が定着することになった。